# Kazimierz Serocki

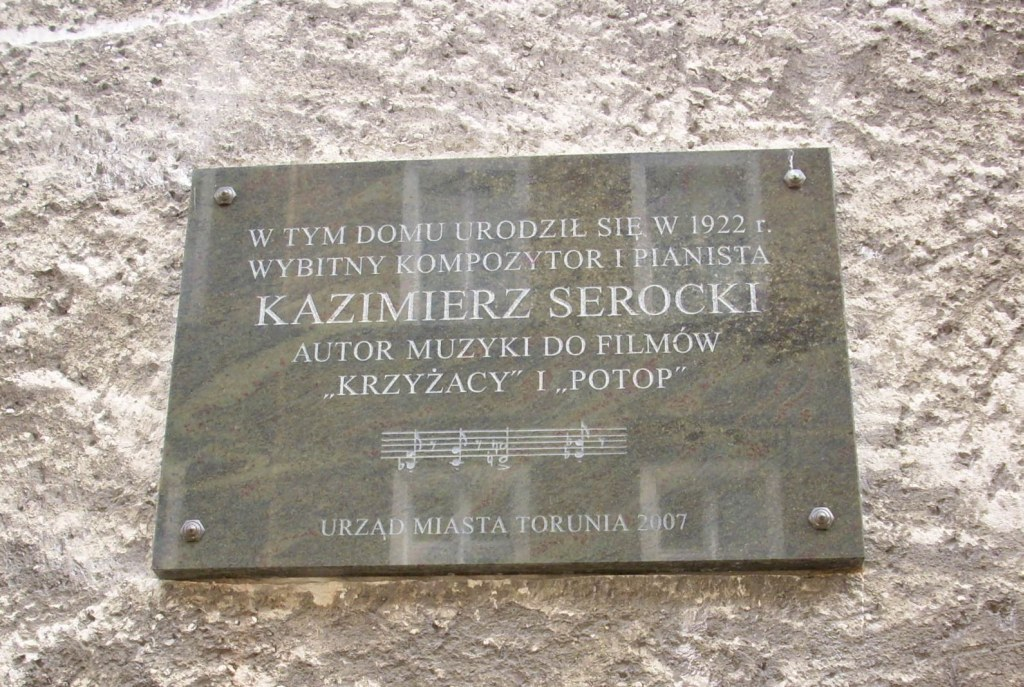
Tablica upamiętniająca miejsce urodzin kompozytora w Toruniu

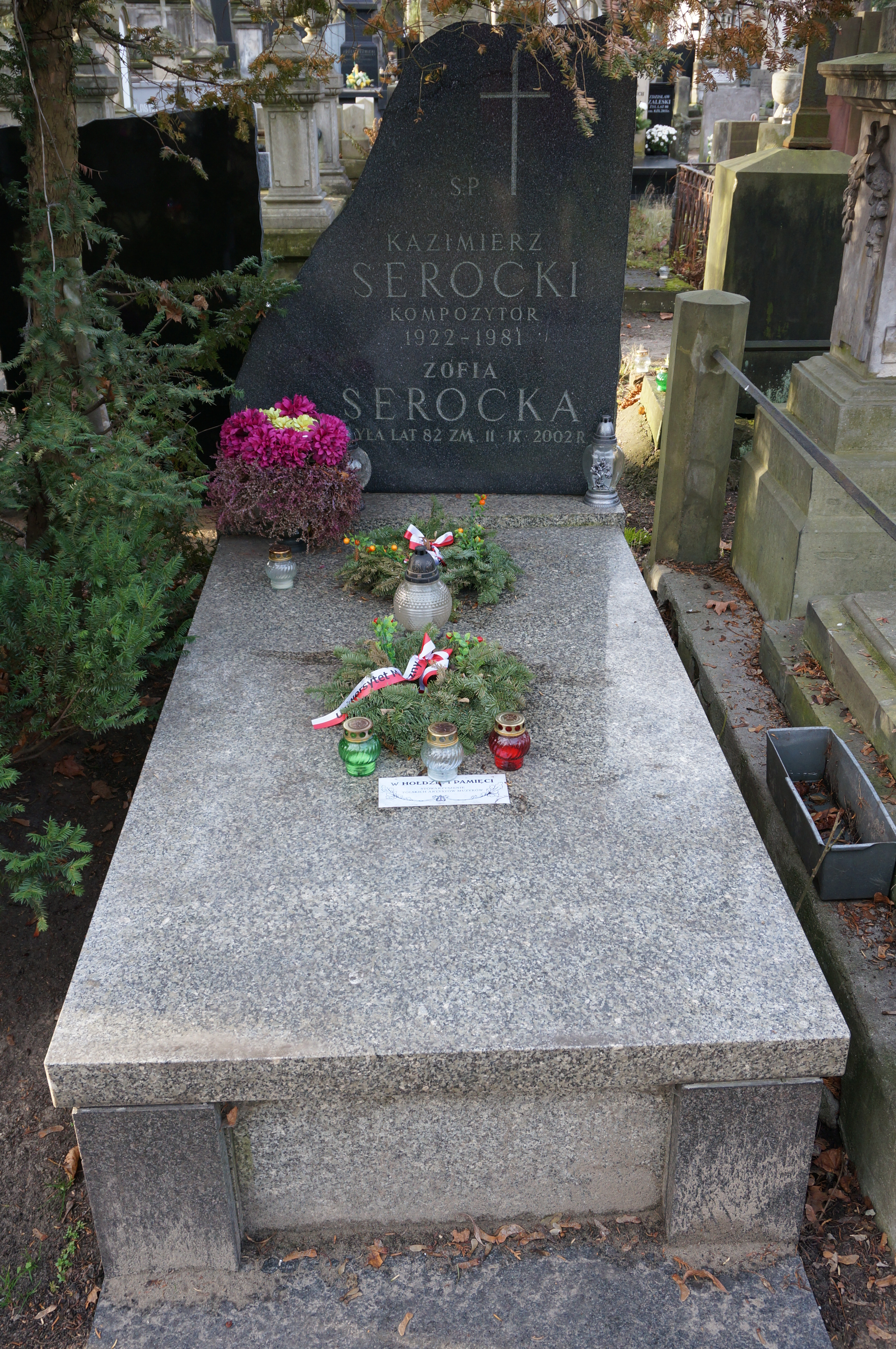
Grób Kazimierza Serockiego na cmentarzu Powązkowskim

Kazimierz Serocki (ur. 3 marca 1922 w Toruniu, zm. 9 stycznia 1981 w Warszawie) – polski kompozytor i pianista.

## Życiorys
Urodził się 3 marca 1922 w Toruniu jako syn Franciszka. Od najmłodszych lat przejawiał zdolności i zainteresowania muzyczne. W wieku siedmiu lat rozpoczął naukę w Konserwatorium Pomorskiego Towarzystwa Muzycznego w Toruniu w klasie fortepianu Marii Drzewieckiej, u której następnie kontynuował studia w Bydgoszczy. W czasie II wojny światowej Serocki mieszkał w Warszawie, pracując jako pianista kawiarniany. W tym okresie twórca podjął pierwsze młodzieńcze próby kompozytorskie (m.in. Etiuda, Preludium, dwa Mazurki). W wieku 22 lat Serocki rozpoczął naukę fortepianu u Zofii Buckiewiczowej i w zakresie kompozycji u Kazimierza Sikorskiego w konspiracyjnym Konserwatorium warszawskim.
Od 1945 przez rok studiował w Państwowej Wyższej Szkole Muzycznej w Łodzi, gdzie kształcił się pod kierunkiem Stanisława Szpinalskiego (dyplom z fortepianu) i Kazimierza Sikorskiego (dyplom z kompozycji). Po wojnie Serocki pełnił także przez krótki czas funkcję kierownika muzycznego Teatru Powszechnego w Warszawie. W 1946, po zawarciu związku małżeńskiego z Zofią Adamowską, wyjechał na roczne stypendium polskiego Ministerstwa Kultury i Sztuki do Paryża na uzupełniające studia u Nadii Boulanger i Lazare’a Lévy’ego. Dyscyplina formalno-techniczna wykształcona przez Serockiego w tym okresie będzie cechować niemal wszystkie jego późniejsze utwory. Równolegle kompozytor pogłębiał swoje pianistyczne umiejętności pod okiem Lazara Lévy’ego. W 1948 wrócił do Warszawy. W następnym roku otrzymał III nagrodę (I i II nie przyznano) za 4 tańce ludowe na małą orkiestrę oraz wyróżnienie za Sonatinę na fortepian na II Konkursie Kompozytorskim im. F. Chopina, organizowanym przez Związek Kompozytorów Polskich. W tym samym roku na zjeździe kompozytorów i muzykologów w Łagowie Lubuskim Serocki, Jan Krenz i Tadeusz Baird, połączeni postawą ideową wyrażającą się w dążeniu do umiarkowanej nowoczesności, zrzeszyli się w tzw. Grupę 49.
W 1951 uzyskał III nagrodę na Festiwalu Muzyki Polskiej za kantatę Murarz Warszawski, rok później natomiast Nagrodę Państwową II stopnia za ilustrację muzyczną do filmu pt. Młodość Chopina. Nurt muzyki filmowej towarzyszył Serockiemu – równolegle do jego głównych zainteresowań artystycznych – niemal przez cały okres działalności kompozytorskiej. W tym okresie – po kilku wykonaniach swojego Koncertu romantycznego na fortepian i orkiestrę – Serocki zarzucił karierę pianistyczną poświęcając się kompozycji. W 1952 młody twórca podczas przygotowań do prawykonania jego I Symfonii poznał puzonistę Juliusza Pietrachowicza. Przyjaźń dwóch muzyków zaowocowała kreatywną współpracą i kilkoma utworami puzonowymi napisanymi przez Serockiego. Za jeden z nich – Koncert puzonowy, a także I Symfonię – kompozytor zdobył nagrodę Ministra Kultury i Sztuki w 1955. W 1956 wspólnie z Tadeuszem Bairdem przyczynił się do zorganizowania Międzynarodowego Festiwalu Muzyki Współczesnej, organizowanego następnie cyklicznie i znanego od 1958 pod nazwą „Warszawska Jesień”. W tym roku wygrał też – dzięki nadesłanej Sinfonietcie na 2 orkiestry smyczkowe – Konkurs Kompozytorski im. Grzegorza Fitelberga (za ten utwór otrzymał również III punktację na Międzynarodowej Trybunie Kompozytorów UNESCO w Paryżu w 1959). W latach 1957–1958 Serocki uczestniczył w Międzynarodowych Kursach Wakacyjnych Nowej Muzyki w Darmstadt.
W następnych latach kompozytor zdobywał kolejne nagrody w Konkursach Kompozytorskich im. Grzegorza Fitelberga, m.in. za utwory będące efektem oryginalnej polemiki artystycznej z pomysłami zasłyszanymi w kolebce drugiej awangardy – II nagrodę za cykl pieśni Oczy powietrza (1958), wyróżnienie za Musica concertante (1959), II nagrodę za Epizody na smyczki i 3 grupy perkusji (1960). W 1963 r. kompozytor uhonorowany został nagrodą Ministra Kultury i Sztuki za całokształt twórczości a 3 lata później nagrodą Związku Kompozytorów Polskich. Pośród licznych nagród i wyróżnień przyznanych Serockiemu znalazły się także: VII punktacja za Freski symfoniczne na Międzynarodowej Trybunie Kompozytorów UNESCO w Paryżu, nagroda państwowa I stopnia za wybitne osiągnięcia w twórczości kompozytorskiej (1972), nagroda Fundacji im. Alfreda Jurzykowskiego w Nowym Jorku (1975) czy Prix Italia za nagranie Pianophonie na fortepian, elektroniczne przetworzenie dźwięku i orkiestrę (1978).
Ponadto Serocki tworzył muzykę do przedstawień teatralnych. Zapisał się w kartach historii muzyki również jako juror konkursów kompozytorskich organizowanych przez Polskie oraz Międzynarodowe Towarzystwo Muzyki Współczesnej. W 1981 otrzymał honorowe członkostwo (pośmiertnie) Związku Kompozytorów Polskich. Od 1984 Polskie Towarzystwo Muzyki Współczesnej ogłasza – adresowany do twórców wszelkich narodowości – Międzynarodowy Konkurs Kompozytorski im. Kazimierza Serockiego, którego przedmiotem jest utwór orkiestrowy. Konkurs dający utalentowanym kompozytorom szanse zaistnienia i propagujący nową muzykę, organizowany jest od 1996 co dwa lata (wcześniej w cyklu trzyletnim).
Zmarł po ciężkiej chorobie 9 stycznia 1981 w lecznicy Ministerstwa Zdrowia w Warszawie, pochowany na cmentarzu Powązkowskim (kwatera 1-1-25).

## Ważniejsze kompozycje
- Sonatina na fortepian (1949)
- Trzy melodie kurpiowskie na soprany, tenory i zespół kameralny (1949)
- Koncert romantyczny na fortepian i orkiestrę (1950)
- Trzy śpiewki na chór mieszany a cappella (1951)
- I Symfonia (1952)
- Suita preludiów na fortepian (1952)
- Koncert na puzon i orkiestrę (1953)
- Krasnoludki, miniatury dla dzieci na fortepian (1953)
- Suita na 4 puzony (1953)
- Symfonia pieśni na sopran, baryton, chór i orkiestrę (1953)
- Sobótkowe śpiewki na chór mieszany a cappella (1954)
- Sonatina na puzon i fortepian (1954)
- Suita opolska na chór mieszany a cappella (1954)
- Sonata na fortepian (1955)
- Sinfonietta na 2 orkiestry smyczkowe (1956)
- Serce nocy, cykl pieśni na baryton i fortepian; do słów K.I. Gałczyńskiego (1956)
- Oczy powietrza, cykl pieśni na sopran i fortepian; do słów J. Przybosia (1957)
- Musica concertante na orkiestrę (1958)
- Epizody na smyczki i 3 grupy perkusyjne (1959)
- Segmenti na orkiestrę (1961)
- A piacere, propozycje na fortepian (1963)
- Freski symfoniczne na orkiestrę (1964)
- Continuum, sekstet na instrumenty perkusyjne (1966)
- Niobe dla 2 recytatorów, chór i orkiestrę, do fragmentów poematu K.I. Gałczyńskiego (1966)
- Forte e piano na dwa fortepiany i orkiestrę (1967)
- Poezje na sopran i orkiestrę kameralną (1969)
- Dramatic Story na orkiestrę (1970)
- Swinging Music na klarnet, puzon, wiolonczelę (lub kontrabas) i fortepian (1970)
- Fantasmagoria na fortepian i perkusję (1971)
- Fantasia elegiaca na organy i orkiestrę (1972)
- Impromptu fantasque na flety proste, mandoliny, gitary, perkusję i fortepian (1973)
- Ad libitum, 5 utworów na orkiestrę (1973–1977)
- Concerto alla cadenza per flauto a becco e orchestra (1974)
- Arrangements na 1-4 flety proste (1976)
- Pianophonie na fortepian, środki elektroniczne i orkiestrę (1978)

## Muzyka filmowa

### Filmy fabularne
- Czarci żleb, reż. Tadeusz Kański, Aldo Vergano (1949)
- Za wami pójdą inni, reż. Antoni Bohdziewicz (1949)
- Młodość Chopina, reż. Aleksander Ford (1952)
- Piątka z ulicy Barskiej, reż. Aleksander Ford (1953)
- Warszawska Syrena, reż. Tadeusz Makarczyński (1955)
- Ósmy dzień tygodnia, reż. Aleksander Ford (1958)
- Krzyżacy, reż. Aleksander Ford (1960)
- Przeciwko bogom, reż. Hubert Drapella (1961)
- Drugi brzeg, reż. Zbigniew Kuźmiński (1962)
- Na białym szlaku, reż. Jarosław Brzozowski i Andrzej Wróbel (1963)
- Koniec naszego świata, reż. Wanda Jakubowska (1964)
- Pierwszy dzień wolności, reż. Aleksander Ford (1964)
- Gorąca linia, reż. Wanda Jakubowska (1965)
- Potop, reż. Jerzy Hoffman (1974)

### Filmy dokumentalne
- Gimnastyka dla wszystkich, reż. Natalia Brzozowska (1946)
- Pałace, reż. Natalia Brzozowska (1946)
- Kopalnia, reż. Natalia Brzozowska (1947)
- Szlembark, reż. Tadeusz Makarczyński (1948)
- Akcja Narodów Zjednoczonych, reż. Eugeniusz Cękalski (1948)
- Mały reportaż spod bieguna, reż. Jarosław Brzozowski(1959)
- Z pradziejów Polski, reż. Edward Czurko (1960)

### Filmy animowane
- Obrazki wiejskie, reż. Piotr Szpakowicz (1959)
- Scherzo wiosenne, reż. Krzysztof Dębowski (1960)
- Z paletą w puszczy, reż. Piotr Szpakowicz (1964)
- Samotność, reż. Piotr Szpakowicz (1965)
- 6, 5, 4, 3, 2, 1, reż. Krzysztof Dębowski (1966)
- Cudowna broda szacha, reż. Bogdan Nowicki (1966)
- Kot, reż. Piotr Szpakowicz (1966)
- Koń, reż. Witold Giersz (1967)
- Libido, reż. Anna Maliszewska (1967)
- Tunel, reż. Stefan Szwakopf (1968)
- Kompozytor i muza, reż. Zofia Oraczewska (1968)
- Wspaniały marsz, reż. Witold Giersz (1969)
- Przepis na zimę, reż. Anna Maliszewska (1969)
- Kangury, reż. Zofia Oraczewska (1971)
- Po drugiej stronie, reż. Zofia Oraczewska (1971)
- Ślady, reż. Witold Giersz (1974)
- Perpetuum mobile, reż. Krzysztof Dębowski (1974)
- Krajobraz, reż. Piotr Szpakowicz (1976)

## Ordery i odznaczenia
- Order Sztandaru Pracy II klasy (1974)[7]
- Krzyż Oficerski Orderu Odrodzenia Polski (16 lipca 1954)[8]
- Złota odznaka honorowa „Za Zasługi dla Warszawy” (1967)[9]